# Кам'янки (Гайсинський район)

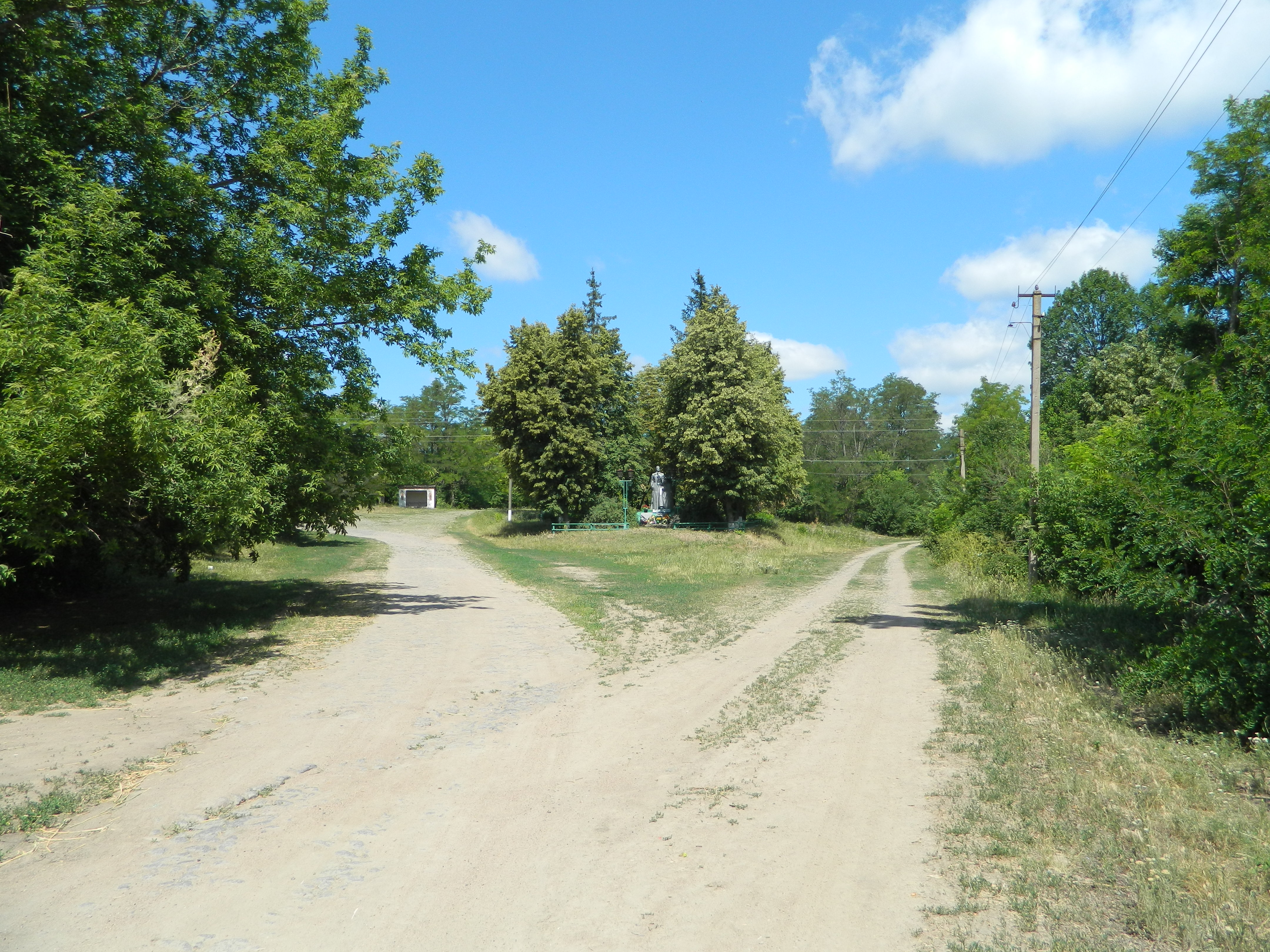

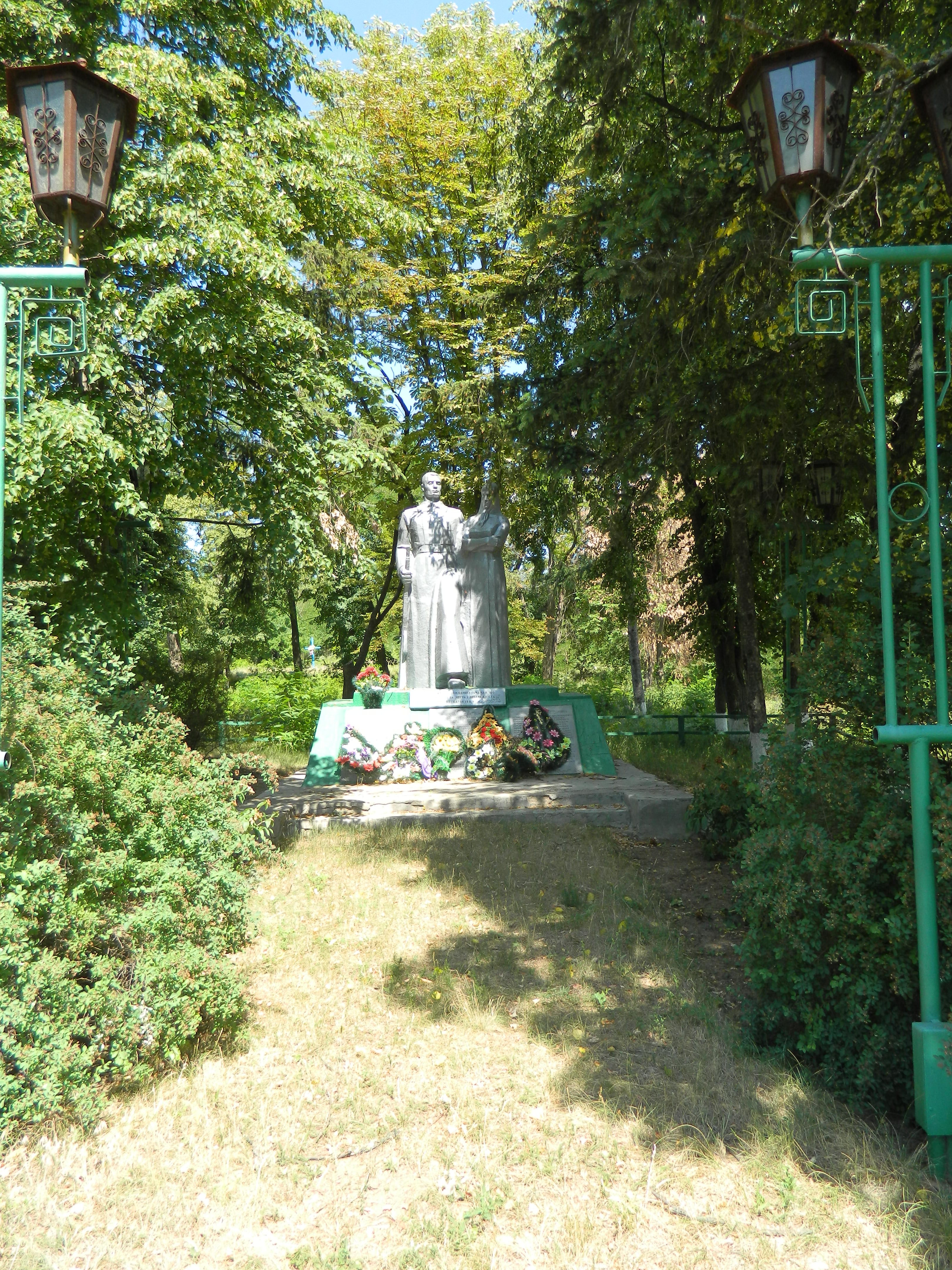

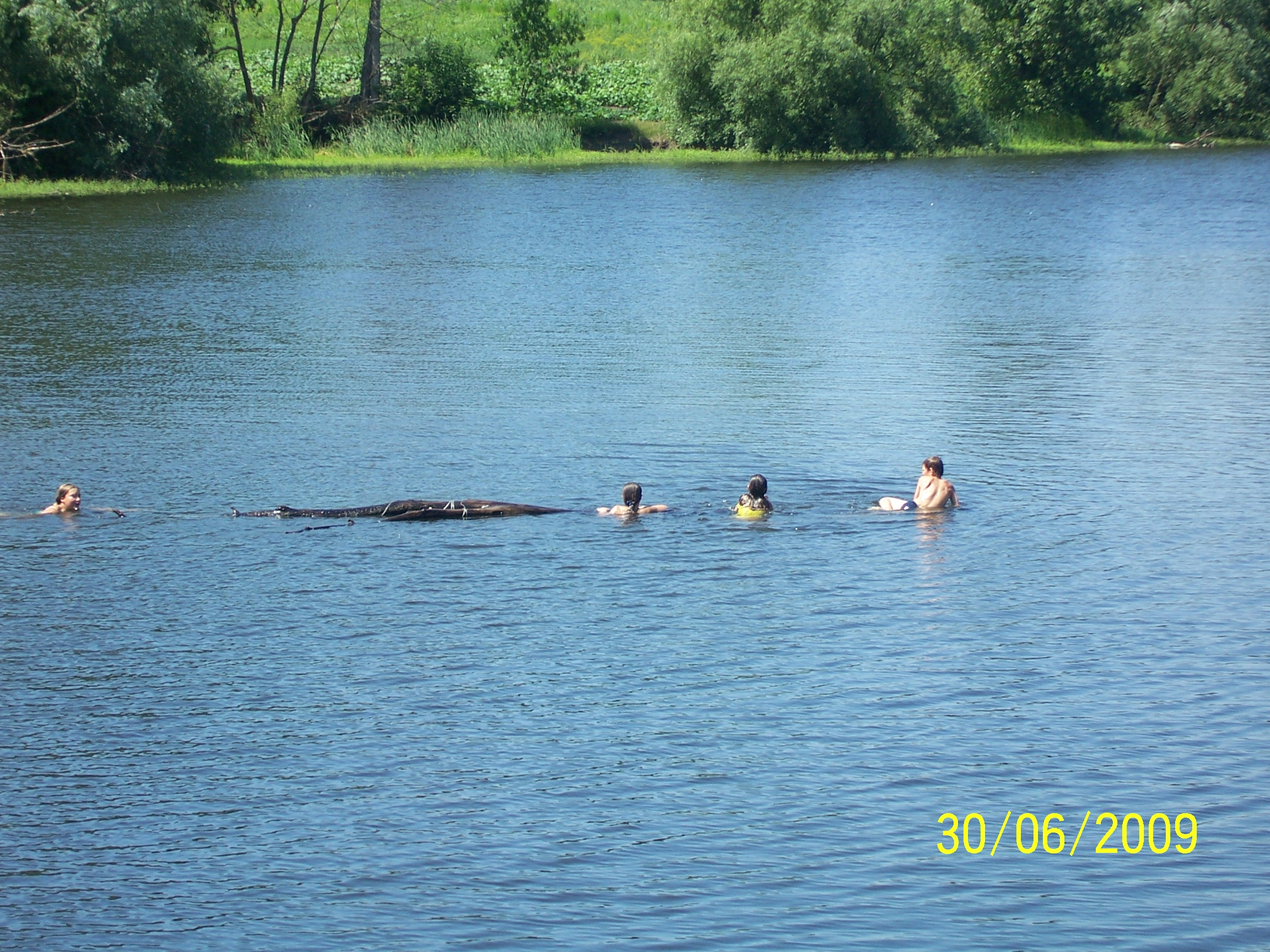

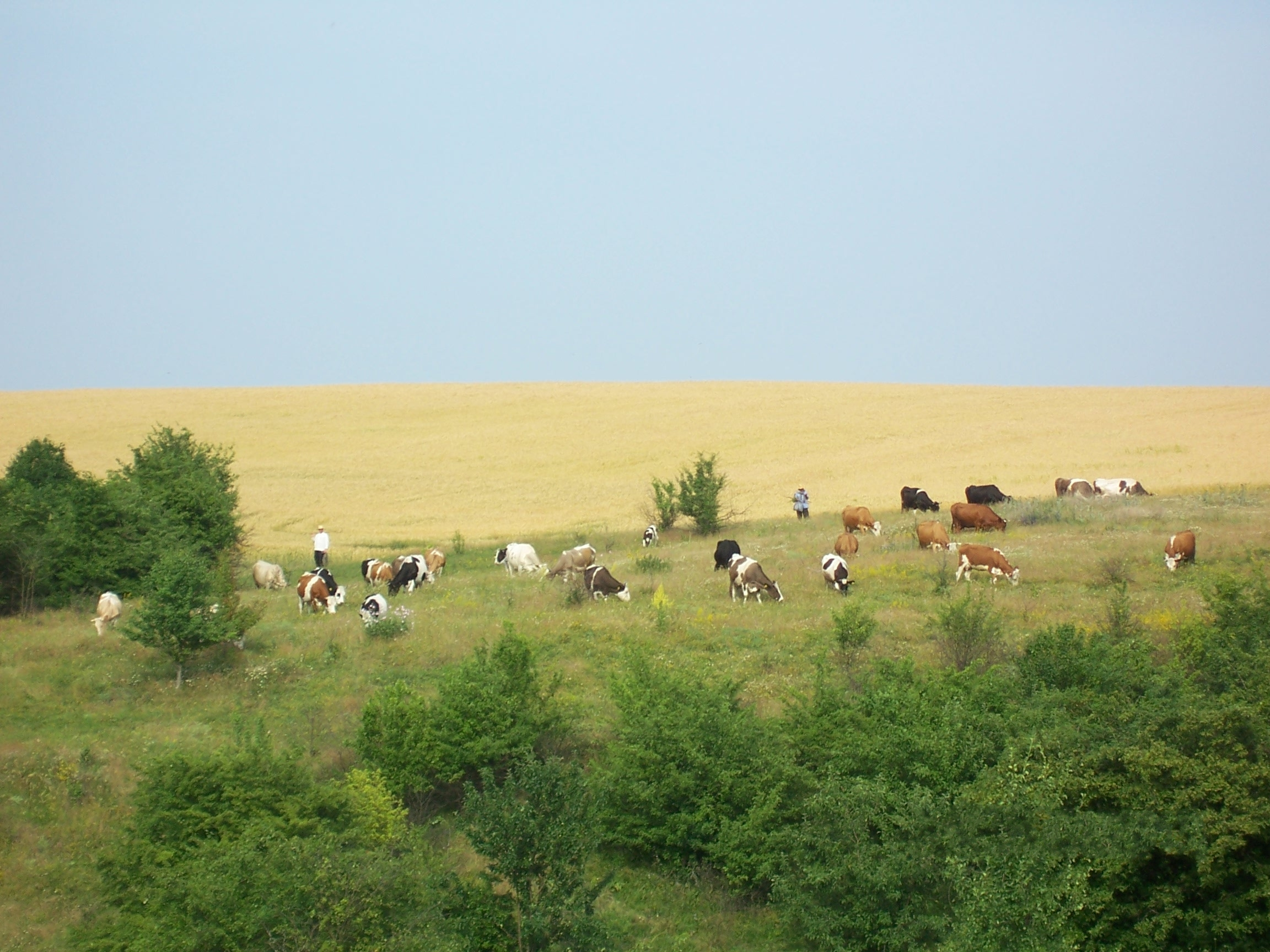

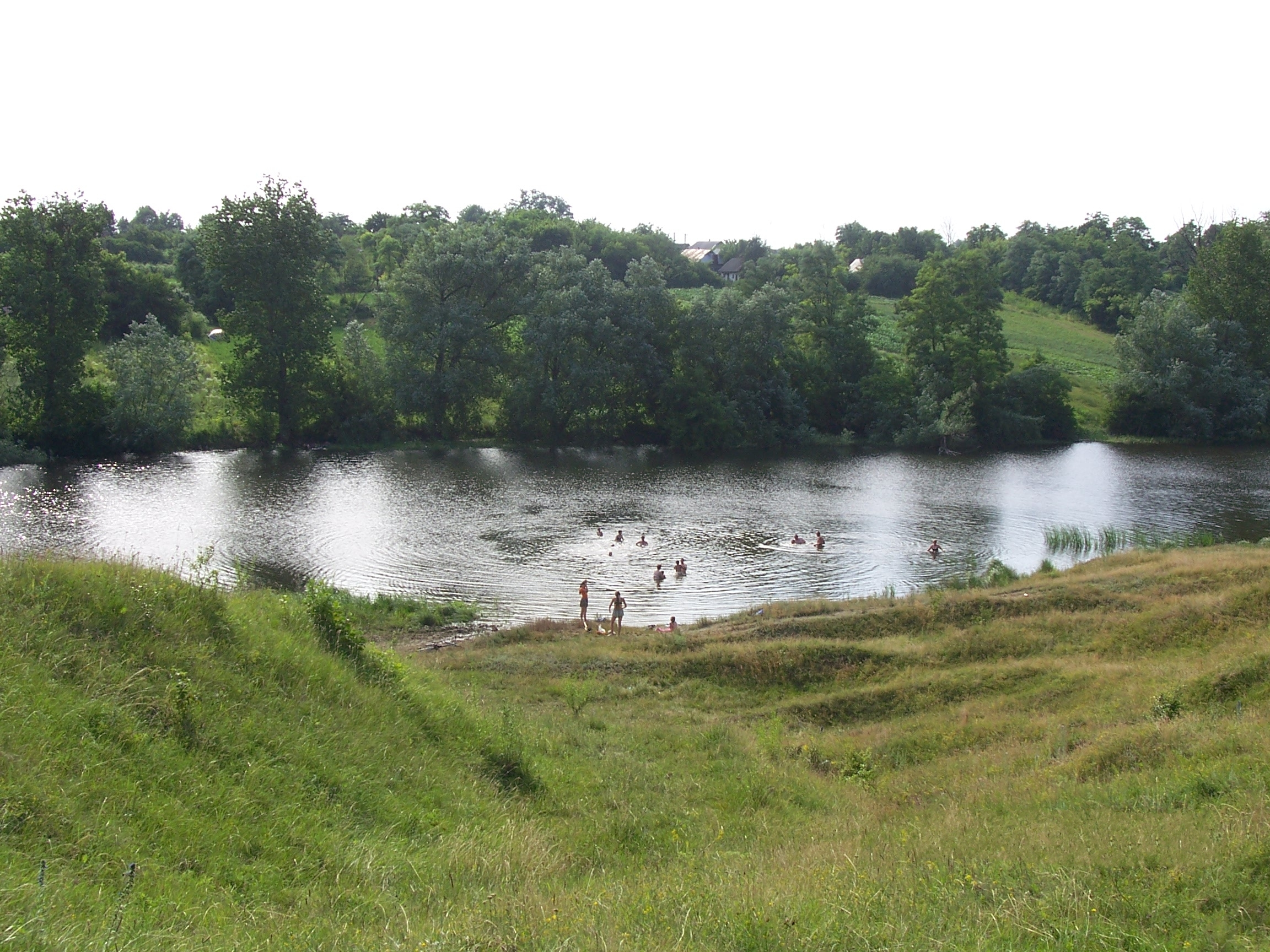

Кам'янки́ — село в Україні, у Теплицькій селищній громаді Гайсинського району Вінницької області. Населення становить 234 осіб.

## Історія
Кам’янка Удиська (Kamionka Udyska), містечко. Вперше згадується в Подимному реєстрі Брацлавського воєводства, який був вписаний у вінницьку гродську книгу 16 листопада 1629 р. Ця книга не збереглась, але з неї був зроблений випис даного реєстру. У 1717 р. цей випис був повторно вписаний у вінницьку гродську книгу. Під назвою Камениця (Kamienica) це містечко зазначене під 1639 р. у списку маєтків брацлавського старости, чернігівського воєводи і гетьмана польного коронного Марціна Калиновського (загинув у 1652 р. в битві під Батогом). Наступне повідомлення про містечко Кам’янку Удиську міститься в Подимному реєстрі 1664 р., відомому з його впису у вінницьку гродську книгу, здійсненому у 1717 р. Офірному реєстрі Брацлавського воєводства 1789 р., який зберігається в Бібліотеці Польської академії наук в Курніку (Biblioteka PAN w Kórniku, oddział rękopisów, rkps 1221), зазначено, що село Кам’янки (Kamionki) біля містечка Теплика належить до Уманської парафії. У 1784 р. село належало до Брацлавського повіту, і в тому ж році було адміністративно підпорядковане Надбузькому повіту. 
У 1910 році в селі збудовано церкву. В 1928-1929 роках в селі організовано товариство по спільному обробітку землі СОЗ. 1930 рік створено сільськогосподарські артілі, колгосп названо «ім. 1-го Травня», голова колгоспу Кизима. 
10 березня 1944 року с. Кам'янки було визволено від окупантів.
1959 рік - село електрифіковане. 
У 1959 році колгосп «ім. 1 -го Травня» було приєднано до Росошанського колгоспу і названо новий колгосп «Україна». Село Кам'янки було комплексною бригадою №2. 
1983 рік - закрито початкову школу. Переведено у Росошанську восьмирічну, загальноосвітню школу. У приміщенні школи розмістили клуб - бібліотеку. 
2001 року село Кам'янки від’єдналося від села Росоші і було створено СВК «1 -го Травня», головою обрано Худякова Михайла Федоровича, заступником голови - Паламарчука Костянтина Володимировича. 
Кам’янка (польська назва —  Kamionka), річка, права притока річки Удича, Гайсинський повіт; починається на кордоні з Уманським повітом, тече у південному напрямку через села Комарівку, Кам’янки і впадає до річки Удич (ліву притоку Південного Бугу) у селі Росоші. На військових топографичних картах СРСР вона позначена як Большая стинка (Велика Стінка, тече через с. Комарівка) і "Малая стинка" (Мала стінка, бере початок біля ур. Захватівка). Від назви річки получило назву ур. Стінка, що на північ від села. Назва річки утворена через схил гори або крутий порослий лісом берег річки; гай по схилах гори над річкою.  Бере початок у селищі Яри (Черкаська обл.). Довжина річки 16 км, похил річки — 3,3 м/км. Формується з багатьох безіменних струмків та водойм. Площа басейну 65,0 км². 
12 червня 2020 року, відповідно розпорядження Кабінету Міністрів України № 707-р «Про визначення адміністративних центрів та затвердження територій територіальних громад Вінницької області», село увійшло до складу Теплицької селищної громади.
17 липня 2020 року, в результаті адміністративно-територіальної реформи і ліквідації Теплицького району, село увійшло до складу Гайсинського району.

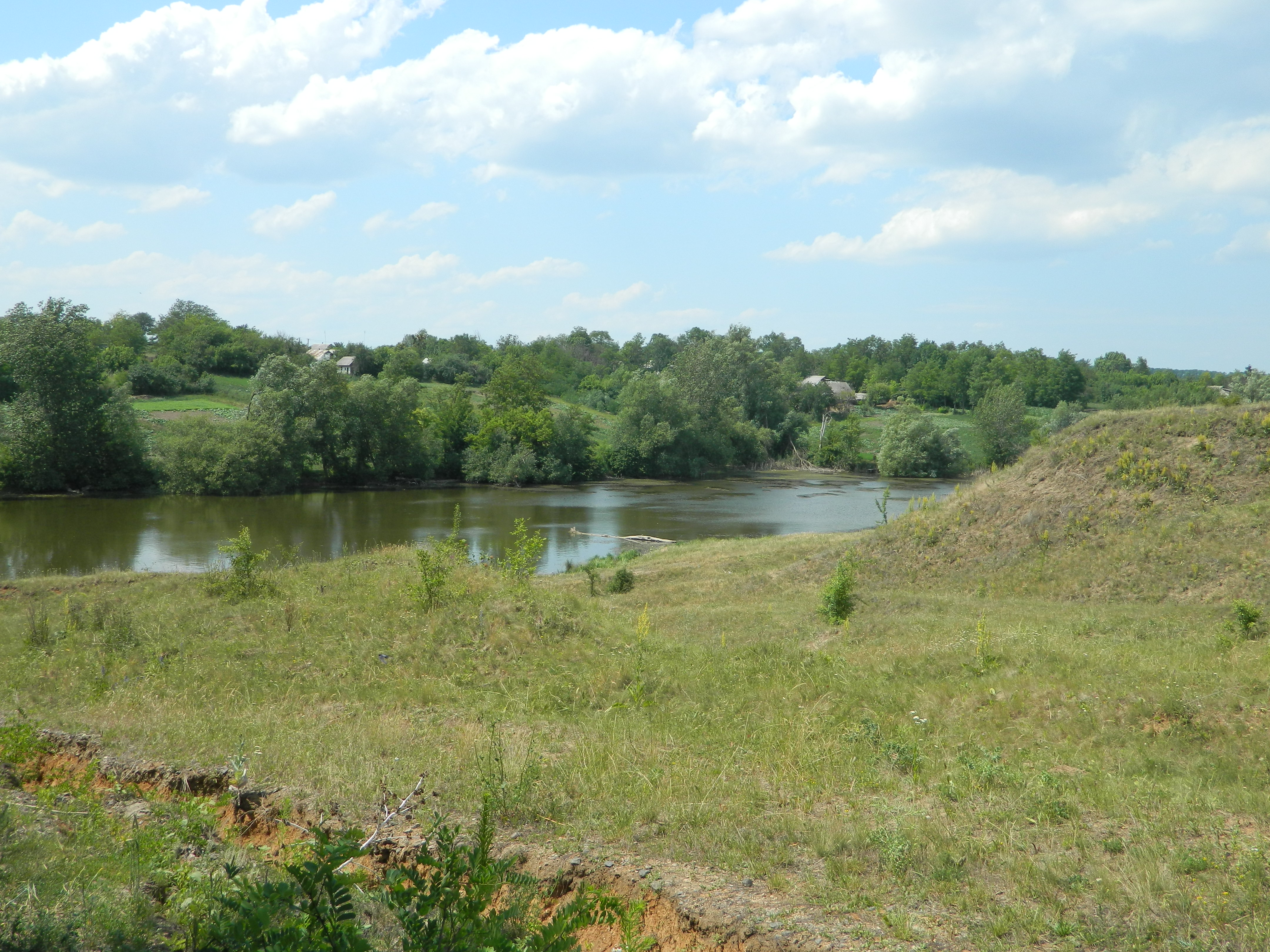

## Пам'ятки

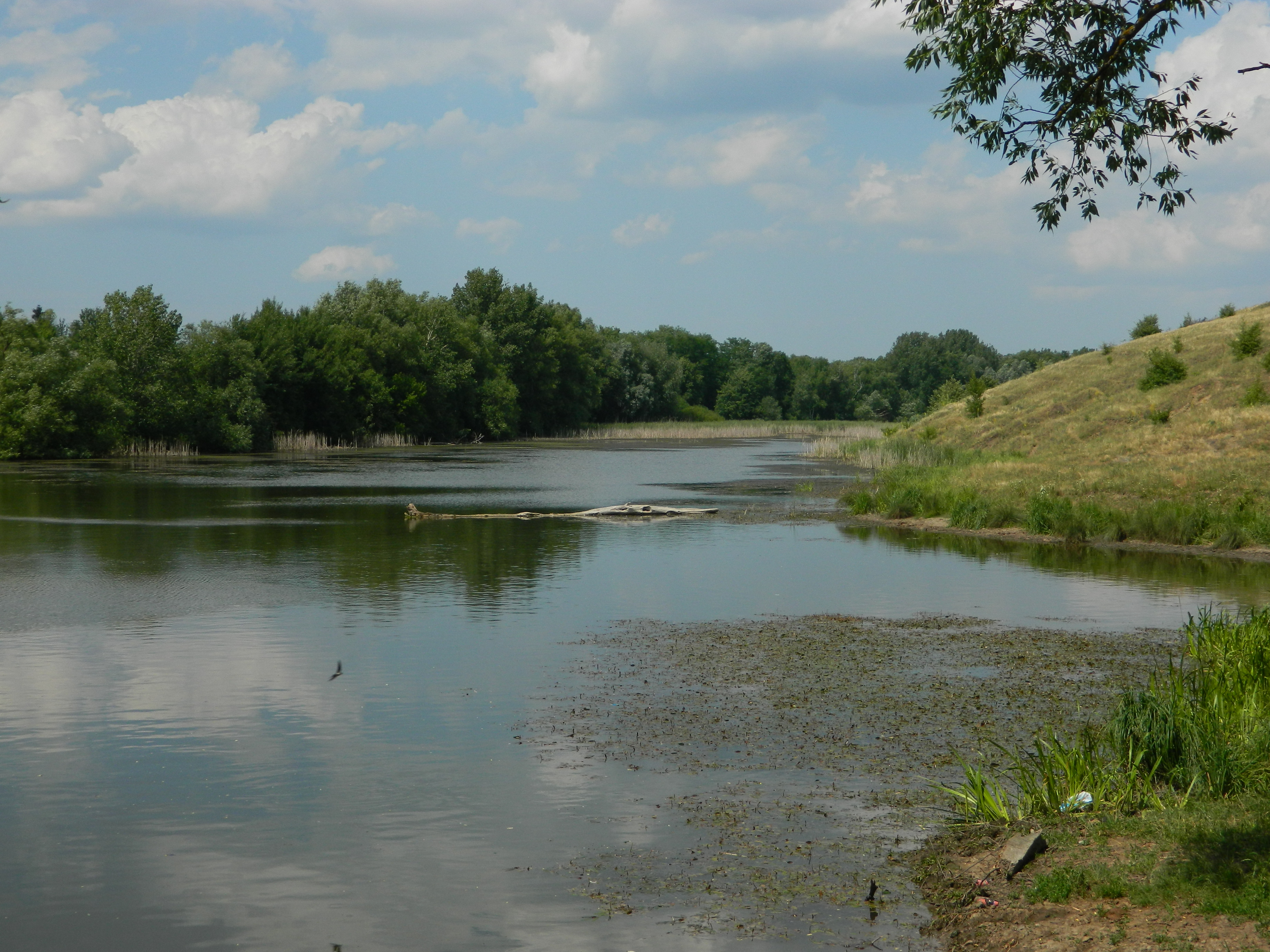

- Ландшафтний заказник місцевого значення Урочище Березина.

## Постаті
- Володимир Муха  (1994-2014) — український військовик,  солдат ЗСУ, загинув в боях за Луганськ.